# Nyikolaj von Engelhardt
Nyikolaj von Engelhardt (oroszul Николай Фёдорович Энгельгардт, Nyikolaj Fjodorovics Engelgardt; 1799. december 24. – Odessza, 1856. február 27.) orosz báró, vezérőrnagy, a 15. gyaloghadosztály vadászdandárának parancsnoka.

## Élete
1849. január 31-én vonult be Erdélybe, és átvette Brassó védelmét a császári csapatoktól. Február 4-én Szászhermány és Szentpéter között megverte Gál Sándor székely csapatait. Bem győzelmei, és a császáriak megfutamodása miatt kénytelen volt kiüríteni Brassót (március 19.) A nyári hadjárat kezdetén dandára élén önállóan működött Lüders balszárnyán. Július közepén felmorzsolta a fogarasi magyar különítményt. Kitüntette magát a nagycsűri ütközetben, ahol Lüders elővédjét vezette. Katonai pályafutását altábornagyként fejezte be.